# Aeropuerto de Charlottetown
El Aeropuerto de Charlottetown (del inglés: Charlottetown Airport) (IATA: YYG, OACI: CYYG) está ubicado a 3 MN (5.6 km; 3.5 mi) al norte de Charlottetown, Isla del Príncipe Eduardo, Canadá. Este puerto es operado por la Charlottetown Airport Authority, es de propiedad de Transport Canada y forma parte del Sistema Nacional de Aeropuertos de Canadá.
Este aeropuerto es clasificado por NAV CANADA como un puerto de entrada y es servido por la Canada Border Services Agency. Los oficiales de la CBSA pueden atender aviones de hasta 60 pasajeros.

## Aerolíneas y destinos

### Pasajeros
| Aerolíneas         | Destinos                                             |
| ------------------ | ---------------------------------------------------- |
| Air Canada         | Estacional: Toronto–Pearson                          |
| Air Canada Express | Montreal–Trudeau, Toronto–Pearson                    |
| Air Canada Rouge   | Estacional: Montreal–Trudeau, Toronto–Pearson        |
| Air Transat        | Estacional: Cancún (inicia el 18 de febrero de 2026) |
| Flair Airlines     | Estacional: Toronto–Pearson                          |
| Porter Airlines    | Ottawa Estacional: Toronto–Pearson                   |
| WestJet            | Estacional: Calgary, Edmonton                        |

### Destinos internacionales
| Ciudades por países                                   | Nombre del Aeropuerto              | Aerolíneas               |
| Norteamérica                                          | Norteamérica                       | Norteamérica             |
| ----------------------------------------------------- | ---------------------------------- | ------------------------ |
| México (1 destino [estacional], 1 aerolínea)          |                                    |                          |
| Cancún                                                | Aeropuerto Internacional de Cancún | Air Transat (Estacional) |
| Total: 1 destino (1 estacional), 1 aerolínea, 1 país. |                                    |                          |

## Estadísticas

### Tráfico anual
| Año  | Pasajeros | % Cambio | Fuente |
| ---- | --------- | -------- | ------ |
| 1999 | 187,277   | 5.3%     | [ 5 ]  |
| 2000 | 166,849   | 11.0%    | [ 6 ]  |
| 2001 | 176,869   | 6.0%     | [ 7 ]  |
| 2002 | 158,746   | 10.2%    | [ 8 ]  |
| 2003 | 163,488   | 3.0%     | [ 8 ]  |
| 2004 | 168,997   | 3.4%     | [ 8 ]  |
| 2005 | 189,547   | 12.2%    | [ 8 ]  |
| 2006 | 224,840   | 18.6%    | [ 8 ]  |
| 2007 | 253,224   | 12.3%    | [ 9 ]  |
| 2008 | 282,385   | 11.5%    | [ 10 ] |
| 2009 | 278,573   | 1.3%     | [ 11 ] |
| 2010 | 289,597   | 4.0%     | [ 12 ] |
| 2011 | 285,158   | 1.5%     | [ 13 ] |
| 2012 | 297,329   | 4.3%     | [ 14 ] |
| 2013 | 296,301   | 0.3%     | [ 15 ] |
| 2014 | 317,827   | 7.3%     | [ 16 ] |
| 2015 | 316,628   | 0.3%     | [ 16 ] |
| 2016 | 354,234   | 12%      | [ 17 ] |
| 2017 | 370,688   | 4.6%     | [ 18 ] |
| 2018 | 370,730   | 0.1%     | [ 19 ] |
| 2019 | 383,183   | 3.4%     | [ 20 ] |
| 2020 | 71,480    | 81.3%    | [ 21 ] |
| 2021 | 111,160   | 55.5%    | [ 22 ] |
| 2022 | 341,649   | 207.3%   | [ 23 ] |
| 2023 | 402,686   | 17.9%    | [ 24 ] |
| 2024 | 410,773   | 2.0%     | [ 25 ] |